# ニール・メラー
ニール・アンドリュー・メラー（Niel Andrew Mellor、1982年11月4日 - ）は、イングランド・シェフィールド出身の元サッカー選手。現役時代のポジションはフォワード。
元マンチェスター・シティFCのイアン・メラーの息子。リザーブリーグでの活躍で注目を浴びる。ワンタッチシューターであるがフィジカルが強くないので他の魅力は少ない。若い故に審判への暴言も絶えない。リヴァプール・アカデミーの先輩スティーヴン・ジェラードと背格好、髪型が似ている。
リヴァプールFC在籍時の2004年、主力選手に怪我人が続出した時期に数試合先発を果たし、アーセナルFC戦で決勝点を決めた。2006年8月、チャンピオンシップ所属のプレストン・ノースエンドFCへの完全移籍が決まった。